# Mario Irarrázabal
Mario Irarrázabal Covarrubias (Santiago, 26 de noviembre de 1940) es un escultor chileno, creador de esculturas en las principales ciudades chilenas y en el extranjero.

## Primeros años de vida
Es hijo del abogado y político Raúl Irarrázaval Lecaros y de Elena Covarrubias Sánchez, es el tercero de siete hermanos hombres.Aún en su época de estudiante el futuro escultor siente una gran fascinación por los asuntos relativos a la teología y los problemas sociales. Otra de sus tempranas aficiones fue, por supuesto, el arte.
Una vez finalizados sus estudios escolares, Irarrázabal marchó a los Estados Unidos, donde permaneció cinco años en el seminario de la Congregación de Santa Cruz. Entre 1960 y 1964 estudió en la Universidad de Notre Dame, también en EE. UU., donde obtuvo el Bachiller en Arte y Filosofía, y un máster en Bellas Artes.
Se trasladó a Italia para continuar con sus estudios de teología en la Universidad Gregoriana de Roma. Desde 1967 a 1968 estudió en Alemania Occidental con el escultor Waldemar Otto, quien marcó sus comienzos como escultor, orientándolo en la línea del expresionismo figurativo alemán.
Se encuentra casado con Rina González Rodriguez, con quien tiene cinco hijas y un hijo.

### Vida artística
Desde su regreso a Chile en 1969 se ha dedicado a la escultura, medio que le ha permitido expresar a cabalidad sus inquietudes.
Entre 1972 y 1974 se desempeñó como académico enseñando escultura en la Pontificia Universidad Católica de Chile.
En 1983 fue becado por el gobierno de Alemania para trabajar en el Atelier-Haus Worpswede, cerca de Bremen, bajo la guia del escultor Waldemar Otto.
Sus obras suelen ser de dimensiones más bien pequeñas, lo cual no significa que el artista se cierre a experimentar con mayores dimensiones, como lo ha dejado claro con sus monumentales manos de ferrocemento en Punta del Este, Venecia, Madrid y el Desierto de Atacama. Igual de transgresora es su representación del cuerpo humano, con la cual se aleja de los rígidos cánones estéticos del arte academicista. De esta forma, es común ver en sus figuras humanas largas extremidades y posturas inusuales.

## Premios
- Premio de Honor Segunda Bienal Internacional de Arte de Valparaíso (1975).
- Primer Premio, IV Concurso Colocadora Nacional de Valores, Museo Nacional de Bellas Artes (1978).
- Segundo Premio de Ejecución, Concurso de Escultura Contemporánea, Torre Santa María, Santiago (1979).
- Segundo Premio, Concurso para el Centenario del Museo de Bellas Artes, Santiago (1980).
- Gana Concurso para ejecución de obra monumental en Punta del Este, en Uruguay (1982).
- Beca del Gobierno Alemán para trabajar en el atelier Hans Worpswede, Bremen, Alemania (1983).
- Premio Concurso Nacional de Escultura para sede de la ONU, en Nairobi, Kenia, organizado por el Ministerio de Relaciones Exteriores y la Facultad de Arte de la Universidad de Chile, Santiago (1986).
- Primer Premio de Escultura, VIII Bienal Internacional de Arte, Valparaíso (1987).
- Premio de Ejecución del Monumento a la Solidaridad, una de las cuatro esculturas del Edificio del Congreso Nacional de Chile, Valparaíso (1991).
- XI Bienal Internacional de Arte de Valparaíso, Chile (1994).
- Premio San Francisco otorgado por la Corporación de Amigos del Patrimonio Cultural de San Francisco, Santiago (2007).

## Obras

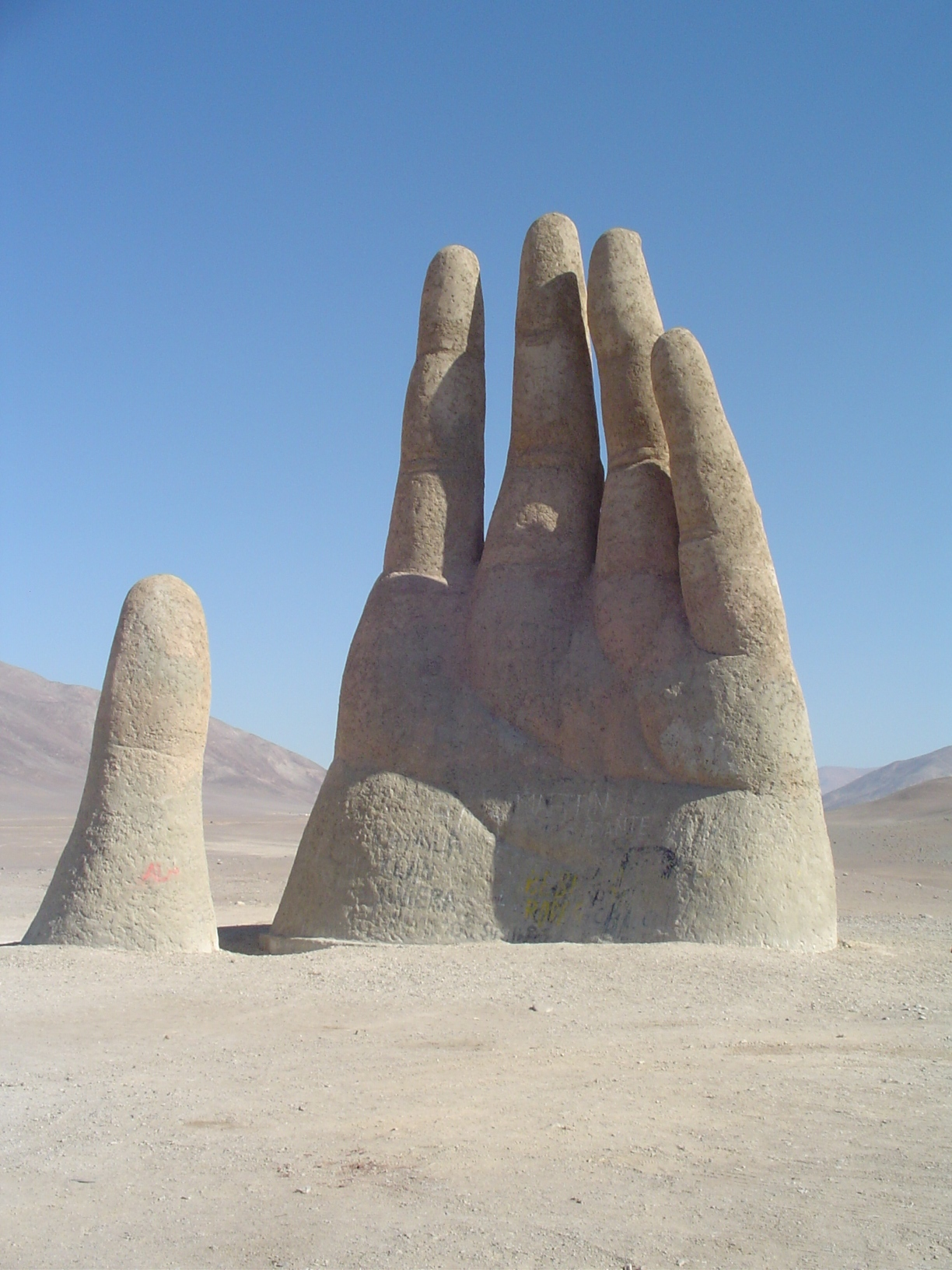
Monumento de La Mano del Desierto (1992)
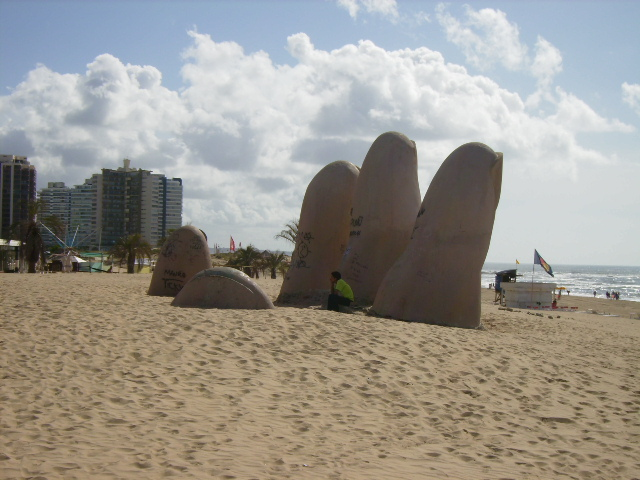
Monumento de La Mano de Punta del Este (1982)
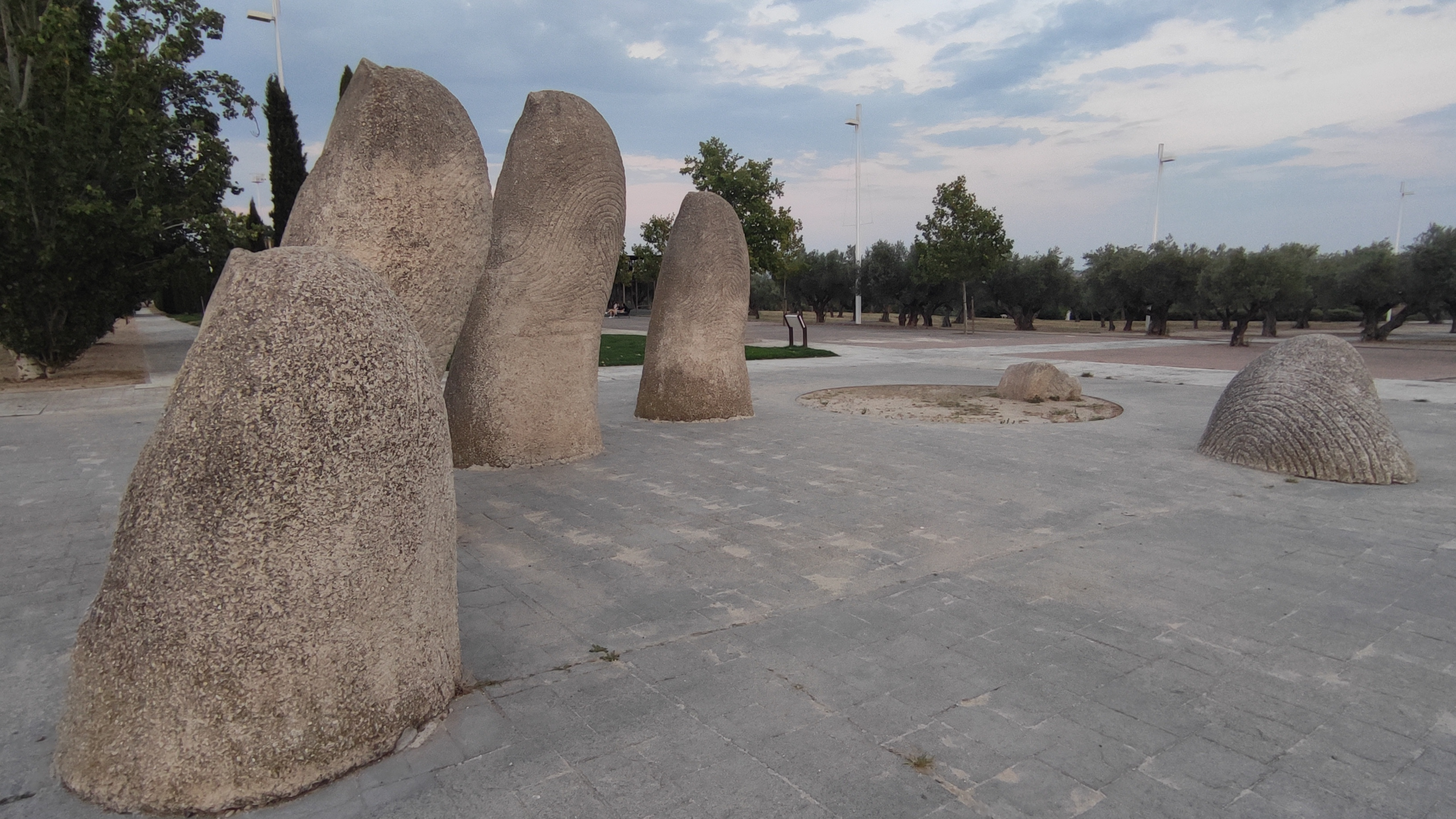
Monumento de Dedos (1994)
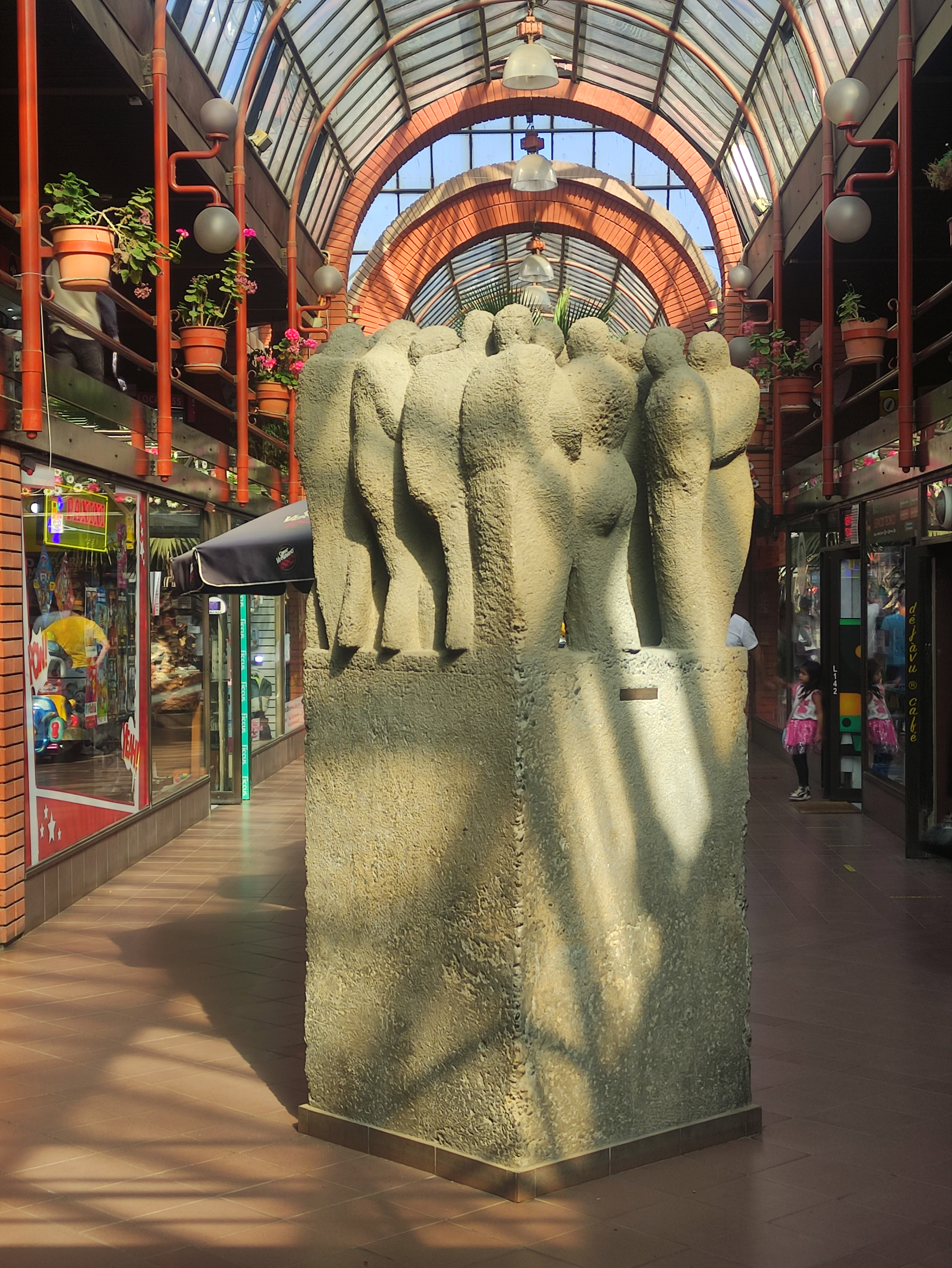
La Reunión (1979), Galería Cristal, Viña del Mar